# Viper (Six Flags Great America)
Pour les articles homonymes, voir Viper.
Viper sont des montagnes russes en bois du parc Six Flags Great America, situé à Gurnee, dans l'Illinois, aux États-Unis. Son parcours est une image miroir du Cyclone de Coney Island.

## Historique
Pendant sa première année d'ouverture, l'attraction faisait partie de la zone Hometown Square. En 1996, elle a été intégrée à la nouvelle zone Southwest Territory. Au fil des ans, la zone d'attente a subi de nombreuses modifications pour permettre l'ajout de nouveautés comme Raging Bull et le parc aquatique Hurricane Harbor.

## Les trains
Les trains ont été construits par Philadelphia Toboggan Coasters. Ce sont les mêmes que sur American Eagle, mais ils ont été peints en vert pour qu'ils ressemblent à un serpent. Il y a 2 trains de 5 wagons. Les passagers sont placés par deux sur trois rangs pour un total de 30 passagers par train. 

## Classements
| Rang | 30 | 30 | 34 | 41 |